# Agência Reguladora de Saneamento Básico do Estado da Bahia
A Agência Reguladora de Saneamento Básico do Estado da Bahia (AGERSA) é uma autarquia estadual do governo da Bahia, atualmente vinculada à Secretaria de Infraestrutura Hídrica e Saneamento do Estado da Bahia (SIHS). Foi criada em 29 de novembro de 2012 pela lei nº 12.602. Dentro das competências da Agência, estão as diretrizes da Política Estadual de Saneamento Básico, instituída pela lei nº 11.172 de 2008.
O maior dos entes regulados pela AGERSA é a Empresa Baiana de Águas e Saneamento (Embasa). Devido a essa relação, a origem dos quadros da Agência foi alvo de debates durante o processo de criação na Assembleia Legislativa da Bahia. Originalmente, os funcionários seriam somente por indicados política do governador (não por concurso ou realocação de outras instituições governamentais públicas), contudo foram incluídos funcionários de carreira. Entretanto, o Conselho Consultivo da agência é presidido pelo presidente do Conselho Administrativo da Embasa (e secretário estadual do desenvolvimento urbano), Cícero Monteiro. Situação que gera conflito de interesses e cargos.
Estão sob a regulação da AGERSA, além da Embasa, as empresas públicas municipais de saneamento de Itabuna e Sobradinho e os Sistemas Autônomos de Água e Esgoto existentes em 53 municípios baianos.
É a segunda agência reguladora baiana, ao lado da Agência Estadual de Regulação de Serviços Públicos de Energia, Transportes e Comunicações da Bahia.